# Operação OUA
A Operação OUA (2 de setembro - 15 de outubro de 1968) foi uma batalha entre a 3ª Divisão de Comandos de Fuzileiros Navais da Nigéria (3MCDO) e a 12ª Divisão de Biafra no atual sudeste da Nigéria. A Operação OUA foi uma batalha intermitente que pode ter resultado em mais de 25 000 mortes em ambos os lados. Embora os soldados biafrenses estivessem em menor número, eles conseguiram manter o controle de Umuahia e, eventualmente, recapturar as cidades de Owerri e Aba.

## Prelúdio
Em abril de 1968, o comandante do 3 MCDO, general Benjamin Adekunle, começou a traçar planos para invadir o coração de Biafra e capturar todas as grandes cidades restantes. Em 14 de abril, a 3ª Divisão de Fuzileiros Navais da Nigéria, sob o comando do general Adekunle, seguiu para o norte de sua posição em Calabar para Ikot Ekpene, onde conseguiu capturar a cidade após uma teimosa defesa biafrense. Por 36 dias, a 3ª Divisão abriu caminho para o oeste através do Delta do Níger e alcançou a área ao redor de Port Harcourt em 19 de maio. O Exército e a Marinha da Nigéria bombardearam a cidade antes de realizar um ataque anfíbio liderado pelos 31º, 32º e 33º batalhões. Isso levou à retirada das forças biafrenses. Em 30 de julho, o general Adekunle começou a fazer planos para capturar as principais cidades restantes de Biafra, até mesmo afirmando corajosamente que seria capaz de capturar Owerri, Aba e Umuahia em duas semanas.  Em agosto de 1968, o exército nigeriano estabeleceu posições ao longo da estrada Aba-Umuahia e cortou a entrada de todos os carregamentos de alimentos na cidade. A estratégia de Adekunle para ganhar Aba era cercar a cidade, cortar os embarques de alimentos e submeter a cidade à fome. Em 24 de agosto, dois batalhões nigerianos e seus conselheiros soviéticos cruzaram a ponte do rio Imo e começaram a seguir em direção a Owerri. A 4ª Brigada de Comando de Biafra, sob o comando do mercenário galês, major Taffy Williams, se jogou de cabeça contra o ataque nigeriano. Por três dias, metralhadoras leves e rifles repetidores não pararam, e nenhum dos lados cedeu um centímetro até que os biafrenses ficaram sem munição e foram forçados a recuar para Aba.

## Invasão
Em 2 de setembro, a artilharia nigeriana começou a bombardear Aba, enquanto as forças terrestres começaram a entrar na cidade sob forte fogo de Biafra. Por doze dias, seguiram-se combates sangrentos de casa em casa e corpos encheram os hospitais da Cruz Vermelha antes que os biafrenses finais se rendessem em 14 de setembro. Em 13 de setembro, a 14ª Divisão de Biafra ficou sob fogo de artilharia pesada da 16ª Brigada nigeriana sob o comando do coronel EA Etuk.  Em 17 de setembro, a 3ª Divisão de Fuzileiros Navais da Nigéria começou a seguir em direção a Umuahia, mas foi interceptada fora da cidade por uma divisão de soldados biafrenses e uma batalha sangrenta se seguiu. Em 18 de setembro, após uma feroz resistência de cinco dias, a 14ª Divisão de Biafra abandonou os combates em Ohoba e Obinze e retirou-se da cidade, deixando Owerri aberta à 16ª Divisão do coronel Etuk. Após a captura de Owerri, o coronel Ogbugo Kalu foi nomeado comandante da 14ª Divisão e o coronel Lambert Iheanacho foi nomeado comandante da 63ª Brigada. Em uma carta enviada pelo Generalíssimo Ojukwu ao coronel Kalu, ele afirma: "Seu papel no desastre de Port Harcourt ainda está fresco na mente das pessoas. Você deve limpar o inimigo de Obinze em 24 horas ou apresentar sua renúncia do exército. Apenas algumas horas depois, o coronel Kalu ordenou um contra-ataque de Biafra e, com a ajuda da mina de Ogbunigwe, o avanço nigeriano foi interrompido e Obinze foi capturado. Os 5º, 21º, 22º e 44º batalhões da 1ª Divisão nigeriana começaram a seguir para o norte em direção à pista de pouso de Obiangwu depois de invadir as posições de Biafra nas margens do rio Imo.
Devido à rapidez do avanço nigeriano, a 63ª Brigada de Biafra retirou-se da pista de pouso de Obiangwu em 22 de setembro, deixando a maior parte de seu equipamento para os 22º e 44º batalhões nigerianos. No mesmo dia, o major de Biafra, Joseph Achuzie, tentou um contra-ataque na pista de pouso de Obiangwu, mas foi rapidamente repelido pelo 22º Batalhão nigeriano. Em 30 de setembro, o 21º batalhão nigeriano flanqueou a 13ª Divisão de Biafra e capturou a cidade de Okigwe. Em meados de setembro, o presidente francês Charles de Gaulle expressou abertamente seu apoio à causa biafrense e começou a enviar armas para Biafra.
O terreno ao redor de Umuahia consistia em áreas de vastas selvas e rios repletos de minas e soldados biafrenses. Por 14 dias, os dois lados trocaram tiros e artilharia, resultando em baixas em massa de ambos os lados. Adekunle comunicou pelo rádio que precisava de reforços ou toda a sua 3ª Divisão de Fuzileiros Navais estaria em risco de aniquilação, mas eles nunca chegaram. Quase 15 000 soldados nigerianos foram mortos ou feridos no setor de Umuahia e, em 1º de outubro, a 3ª Divisão de Fuzileiros Navais recuou para Port Harcourt, enquanto a 16ª Divisão ficou isolada em Owerri. Em vez de perseguir os nigerianos em retirada para Port Harcourt, os biafrenses lentamente subiram a estrada Aba-Umuahia e conseguiram capturar Aba em 15 de outubro.

## Consequências
Embora a 1ª Divisão de Shuwa tenha capturado com sucesso Okigwe e a pista de pouso de Obiangwu, a operação resultou em desastre para a 3ª Divisão de Fuzileiros Navais de Adekunle, na qual perdeu mais de 20 000 de seus 35 000 soldados, mais de dois terços de toda a divisão, e se viu com falta de homens e alimentos. Enquanto Yakubu Gowon estava distraído com os distúrbios anti-impostos no oeste da Nigéria, o brigadeiro biafrense Alexander Madiebo cercou Owerri, prendendo a 16ª Divisão nigeriana de 3 000 homens dentro da cidade. Nos meses seguintes, os ataques foram lançados por soldados biafrenses em posições defensivas nigerianas ao redor da cidade, o que lhes permitiu aproximar-se de Owerri a cada batalha. Em 5 de dezembro, os biafrenses lançaram uma ofensiva de dois dias em Owerri, na qual 50 000 cartuchos de munição, 300 morteiros, 200 projéteis de obus e 20 armas antitanque foram disparados pelos biafrenses, mas a 16ª Divisão nigeriana sob o comando do coronel Etuk conseguiu permanecer em suas posições originais. Em 15 de janeiro de 1969, a 60ª Brigada de Biafra entrou em Owerri e forçou os nigerianos dentro da cidade a recuar pela ponte Otamini. Soldados biafrenses famintos e seminus descobriram os suprimentos de comida e roupas dos nigerianos e decidiram ficar e se fartar enquanto os nigerianos se reagrupavam e lançavam um contra-ataque, fazendo com que os biafrenses recuassem. Em 31 de março de 1969, os biafrenses controlavam 70% de Owerri, enquanto os 300 soldados nigerianos restantes fugiram da cidade em 25 de abril.